# Tapinoma sessile
Tapinoma sessile là một loài kiến nhỏ, còn có tên phổ biến là kiến nhà, kiến đường, kiến hôi và kiến dừa. Tổ của chúng thuộc dạng đa nhân (bao gồm nhiều tổ) và đa bội (chứa nhiều kiến chúa sinh sản). Giống như nhiều loại côn trùng có tập tính xã hội cao, T. Sessile sử dụng các chiến lược săn mồi phức tạp, phân bổ thức ăn tùy thuộc vào điều kiện môi trường và tham gia cạnh tranh với các loài côn trùng khác.
T. Sessile có thể được tìm thấy trong môi trường sống rất đa dạng, bao gồm cả trong nhà. Chúng tìm kiếm thức ăn chủ yếu để tạo ra mật kiến, được tạo ra bởi rệp kiến và ấu trùng được bảo vệ và chăm sóc bởi kiến, cũng như mật hoa và các loại thực phẩm chứa đường khác. Chúng là loài gây hại phổ biến trong gia đình và bị thu hút bởi các nguồn nước và đồ ngọt.
Như hầu hết các loài kiến khác, T. sessile là một loài eusocial. Điều này được đặc trưng bởi sự phân chia lao động, sinh sản, chăm sóc phối hợp giữa các thế hệ trẻ và các thế hệ chồng chéo.

## Mô tả
T. Sessile là một loài kiến nhỏ có bề ngoài với dãy màu từ nâu đến đen và có chiều dài từ 1/16 đến 1/8 inch (1,5–3.2 mm). Khi bị nghiền nát, những con kiến này để lại mùi đặc biệt, dẫn đến biệt danh là "kiến hôi".
Phần dưới của bụng nằm trực tiếp trên chân gắn bụng của loài này, giúp phân biệt chúng với những con kiến nhỏ, tối, xâm lấn khác.

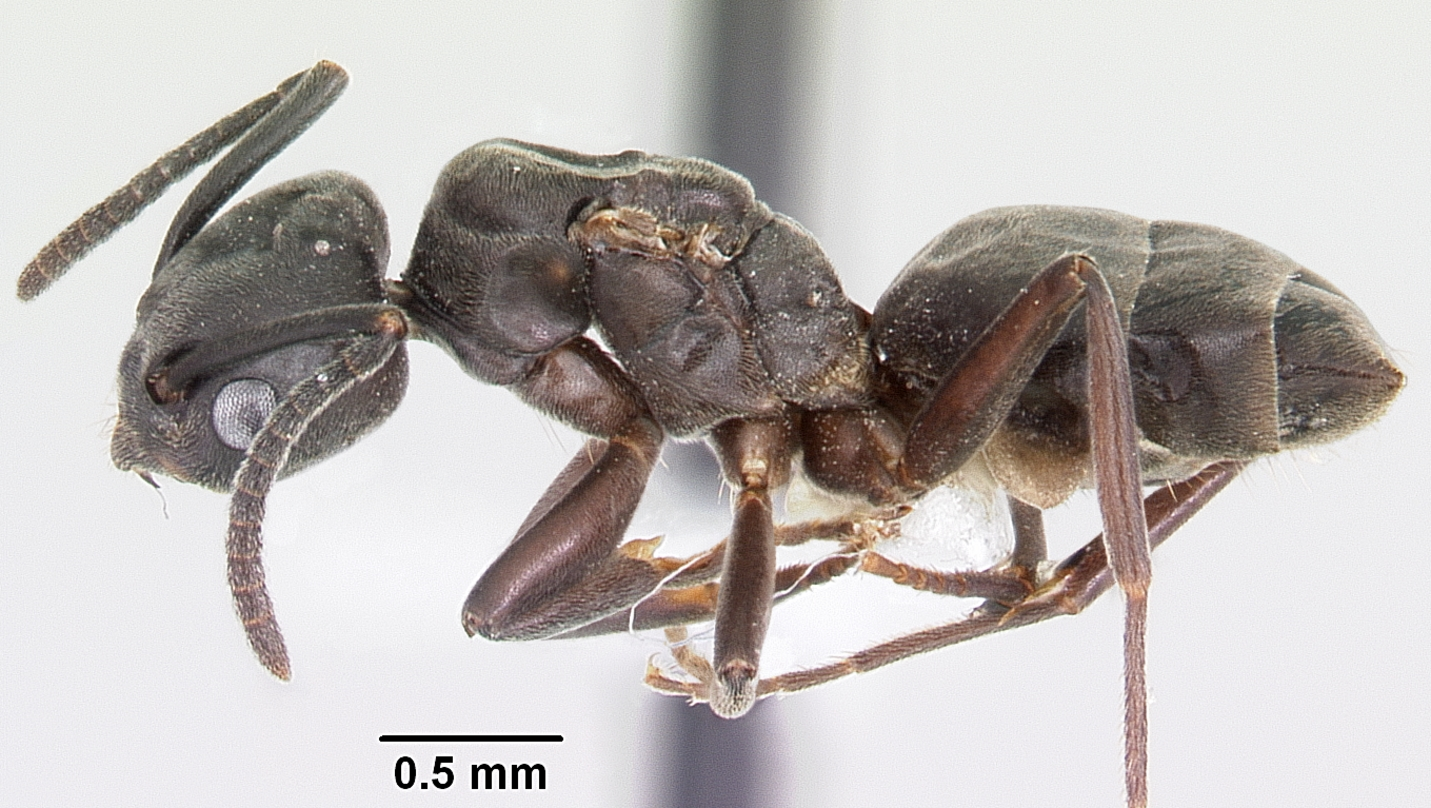
Một bên cơ thể của một cá thể kiến T. sessile.

Một sơ đồ cho thấy tên của các phần khác nhau của cơ thể kiến điển hình.

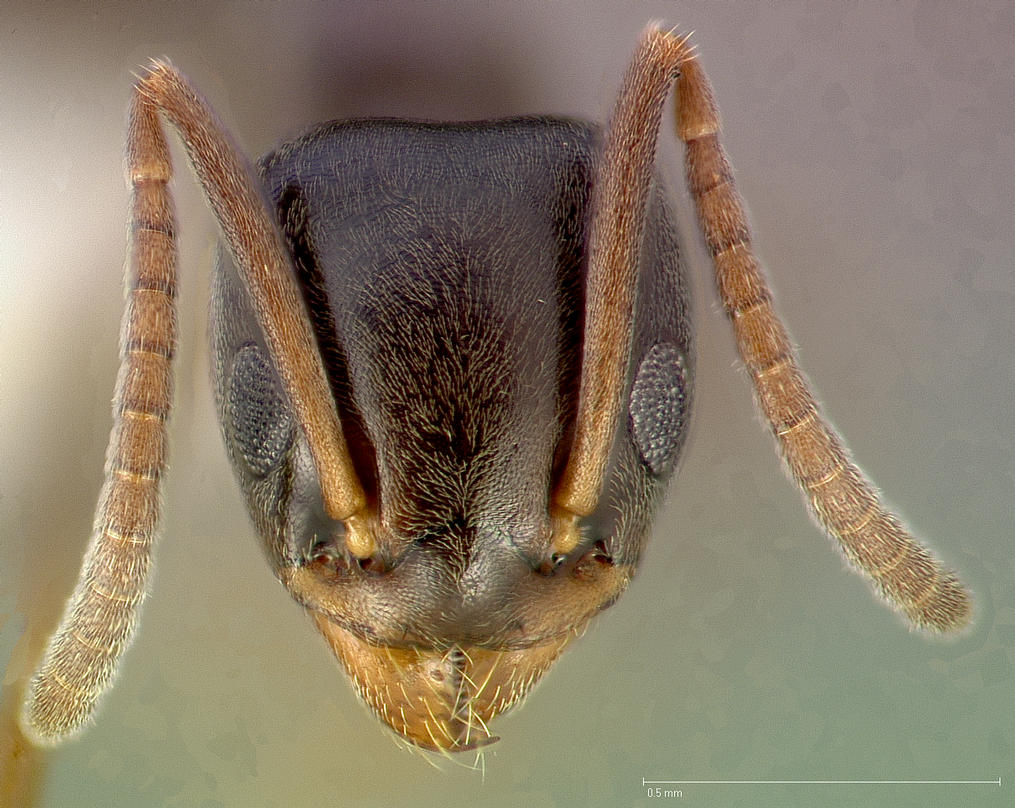
Các râu của T. sessile có 12 đốt riêng biệt

Kiến chúa đẻ trứng, ấp trứng trong khoảng11–26 ngày. Sau khi nở, giai đoạn ấu trùng kéo dài trong khoảng 13–29 ngày và giai đoạn tiền trưởng thành kéo dài từ 10–24 ngày Người ta biết rất ít về tuổi thọ của loài kiến này, mặc dù có chứng minh rằng kiến chúa sống ít nhất 8 tháng (và cũng có thể lâu hơn nhiều), kiến thợ sống được ít nhất vài tháng (và cho thấy mọi dấu hiệu sống tương tự kiến chúa của nó), trong khi con đực dường như chỉ sống khoảng một tuần.

## Phân bố
T   Sessile có nguồn gốc từ Bắc Mỹ và trải dài từ miền nam Canada đến miền bắc Mexico, nhưng ít phổ biến hơn ở sa mạc phía tây nam.